# Radioåret 1984

## Händelser

### Mars
- 5 mars - TT-nyheterna firar 60 år i svensk radio.[1]

### Maj
- 18 maj - Sveriges Radios styrelse beviljar föreliggande uppsägningar från Britt-Marie Bystedt och programdirektör P-O Johansson.[1]

### Juni
- 20 juni - Sveriges Radios styrelse utser Ove Joanson till ny VD efter avgående Britt-Marie Bystedt.[1]

### Juli
- 11 juli - Sveriges Radios nya ledning presenteras, med Ove Joanson som VD.[1]

### November
- 30 november – 38-årige Björn W. Stålne utses till ny chef för musikredaktionen på Sveriges Radio.[1]

### Okänt datum
- UR blir fristående programbolag ägd av svensk statlig stiftelse [2].
- Pennine Radio (senare The Pulse) i Storbritannien utökar sin täckning till att omfatta även Huddersfield[3].

## Radioprogram

### Sveriges Radio
- 8 september - Premiär för musiktopplistan Tracks.
- 1 december - Årets julkalender är Kulänglarna. [4]

## Födda
- 7 mars – Christian Hedlund, svensk radioprogramledare.

## Avlidna
- 11 juni – Sigge Fürst, 78, svensk radiounderhållare.[1]

### Fotnoter
1. 1 2 3 4 5 6   Horisont 1984. Bertmarks
2. ↑  20:e århundrades När Var Hur - Etermedier, Bernt Himmelstedt, Forum, 1999
3. ↑  Radiomusications: Radio Reference: Independent Local Radio Stations (TBS Editors); läst 28 april 2008
4. ↑  ”1984 Kulänglarna”. Sveriges Radio. http://sverigesradio.se/barn/julkalendrar/1984.stm. Läst 3 februari 2015.